# Belen Kock-Marchena
Belén Kock-Marchena (Bonaire, 8 juni 1942) is een Antilliaans dichteres. Zij werd in 1942 geboren op Bonaire en verhuisde op zesjarige leeftijd naar Aruba. Belén Kock-Marchena volgde de onderwijzersopleiding op Aruba en behaalde in Nederland haar volledige bevoegdheid voor het onderwijs. Zij werkte op Aruba in het onderwijs. 